# Theridion eremum
Theridion eremum är en spindelart som beskrevs av Claude Lévi 1963. Theridion eremum ingår i släktet Theridion och familjen klotspindlar. Inga underarter finns listade i Catalogue of Life.